# Jacek Karpiński
Jacek Karpiński (Turim, Itália, 9 de abril de 1927 — Wroclaw, Polônia, 21 de fevereiro de 2010) foi um polonês pioneiro em engenharia da computação e informática. Foi um soldado do Batalhão Zośka durante a Revolta de Varsóvia.